# پولادوند (دیو)
یکی از ضد قهرمانان شاهنامه که از دشمنان ایرانیان به ⁪شمار می⁪آید؛ پولادوند است. پس از اسارت خاقان چین به دست رستم، افراسیاب با نوشتن نامه‌ای از پولادوند، درخواست یاری و مساعدت کرد. پولاد پس از خواندن نامهٔ افراسیاب، به کمک سپاه توران آمد؛ ولی در نهایت از رستم شکست سختی خورد و فرار کرد.
پرسشی که مطرح می‌شود این⁪ است که در شاهنامهٔ پولادوند یک انسان است یا آنکه دیوی بود که به کمک افراسیاب آمد؟
| برآویخت با دیو پولادوند  |  | بینداخت آن تاب داده کمند   |
| بدزدید یال آن نبرده سوار |  | بترسید و سیر آمد از کارزار |

| بیفشارد ران رخش را تیز کرد |  | برآشفت و آهنگ آویز کرد |
| بدو گفت کای دیو ناسازگار   |  | ببینی کنون گردش روزگار |

| بدو گفت اگر دیو پولادوند |  | ازین مرد بدخواه یابد گزند  |
| نماند برین رزمگه زنده کس |  | ترا از هنرها زبان است و بس |

به نظر می‌رسد بر اساس ابیات بالا پولادوند در شاهنامه یک دیو است نه یک انسان؛ هرچند دیو بودن او در شاهنامه چندان آشکار نیست.